# Theodor Paleologu
Theodor Paleologu (ur. 15 lipca 1973 w Bukareszcie) – rumuński polityk, dyplomata i wykładowca akademicki, w latach 2008–2009 minister kultury, poseł do Izby Deputowanych.

## Życiorys
W latach 90. przebywał we Francji. Na Université de Paris I uzyskał licencjat (1995) i magisterium (1996) z filozofii. Kształcił się również w paryskiej École Normale Supérieure, a w 2001 uzyskał doktorat z zakresu nauk politycznych w École des hautes études en sciences sociales. Pracował jako nauczyciel akademicki na uczelniach w Niemczech, Francji i Stanach Zjednoczonych. W latach 2005–2008 zajmował stanowisko ambasadora Rumunii w Danii i w Islandii.
W 2008 z ramienia Partii Demokratyczno-Liberalnej zasiadł w Izbie Deputowanych. Do 2009 sprawował urząd ministra kultury w pierwszym rządzie Emila Boca. W 2012 uzyskał poselską reelekcję na kolejną kadencję. W 2014 odszedł z PDL, dołączając do Partii Ruchu Ludowego.
W 2019 z ramienia ludowców kandydował w wyborach prezydenckich, otrzymując w pierwszej turze głosowania 5,7% głosów.